# ديك غارارد
ديك غارارد (بالإنجليزية: Dick Garrard) هو مصارع رياضي أسترالي، ولد في 21 يناير 1911 في غيلونغ في أستراليا، وتوفي بنفس المكان في 3 مارس 2003.

## وصلات خارجية
- ديك غارارد على موقع قاعدة بيانات المصارعة الدولية (الإنجليزية)
- ديك غارارد على موقع أوليمبيديا (الإنجليزية)
- ديك غارارد على موقع اللجنة الأولمبية الأسترالية (الإنجليزية)
- ديك غارارد على موقع اتحاد ألعاب الكومنولث (مؤرشف) (الإنجليزية)
- ديك غارارد على موقع قاعة أستراليا للمشاهير الرياضية (الإنجليزية)